# Picea jezoensis
Picea jezoensis (єзо, яп. エゾマツ, Єзо-мацу; кит.: 卵果鱼鳞云杉, ю лін юнсхан; рос. Ель аянская) — вид роду ялина родини соснових.

## Поширення, екологія
Країни поширення — Китай (Цзілінь); Японія (Хоккайдо, Хонсю); Корейська Народно-Демократична Республіка; Російська Федерація (Камчатка, Хабаровськ, Курильські острови, Магадан, Примор'я, Сахалін). Зростає від рівня моря до висоти 2700 м над рівнем моря на різних (підзолистих) ґрунтах. Полюбляє клімат холодний, вологий або мокрий (від 1000 мм до 2500 мм річних опадів на Хонсю).

## Опис

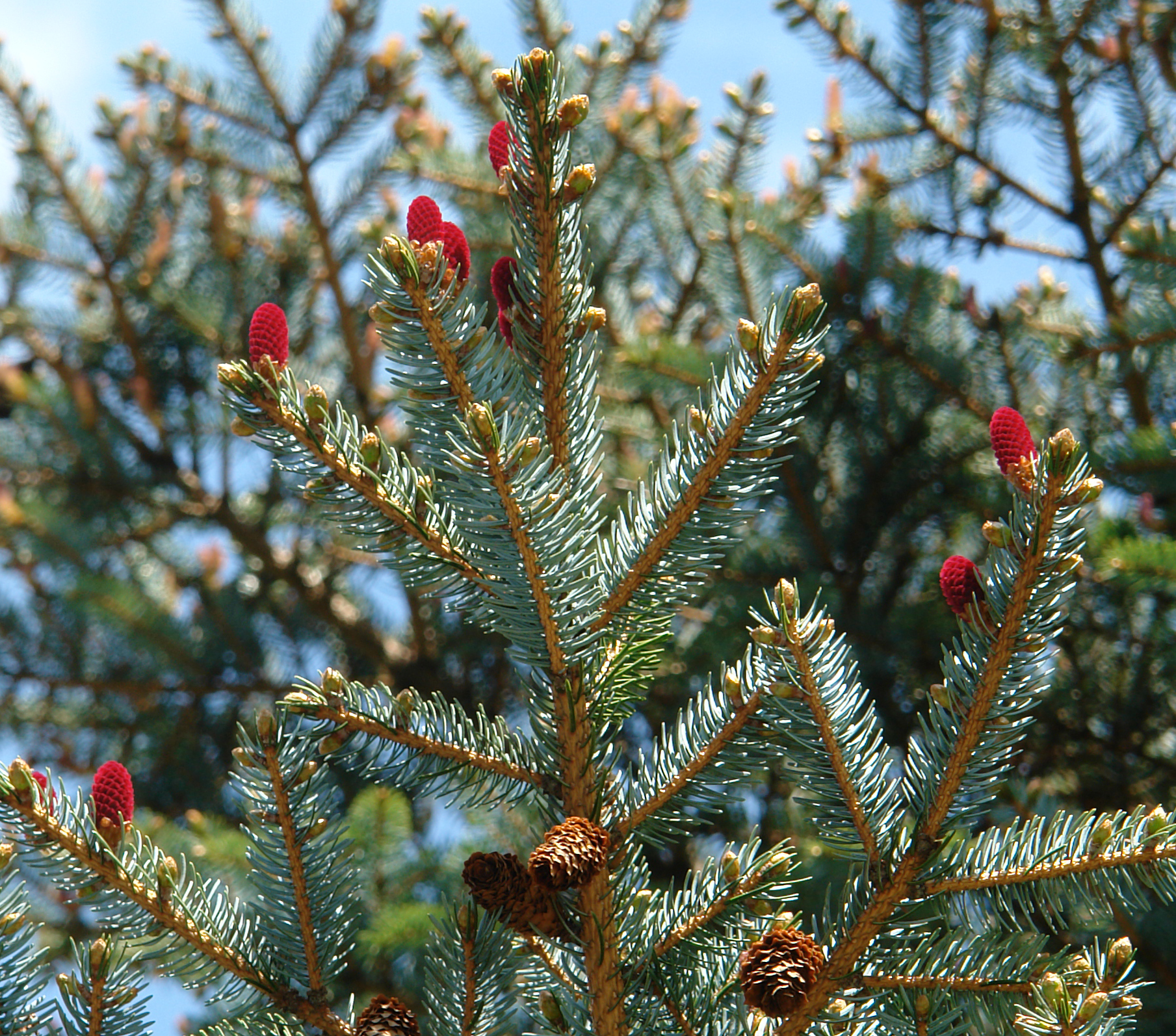
Гілка з незрілими і зрілими шишками

Це велике вічнозелене дерево росте до 30–50 м заввишки і з діаметром стовбура до 2 м. Кора тонка і лущиться, стає тріщинуватою в старих деревах. Листя голчасте, довжиною 15–20 мм, 2 мм шириною, плоске в поперечному перерізі, зверху темно-зелене, від синьо-білого до білого знизу. Шишки повислі, тонкі, циліндричні, 4–7 см завдовжки і 2 см шириною, коли закриті, відкриті 3 см шириною, зелені або червонуваті і блідо-коричневі, коли зрілі. Насіння чорне, 3 мм завдовжки, з тонкими, 6–8 мм довжиною блідо-коричневими крилами.

## Використання
Ялина є важливим джерелом деревини на півночі Японії, морських провінціях пн-сх. Китаю, Північної Кореї та Росії. Велика частина дерева обробляється для паперової промисловості, також для виробництва меблів та музичних інструментів (в Японії).

## Загрози та охорона
Вирубування є проблемою в багатьох частинах ареалу, особливо коли після суцільної вирубки лісу йде спалювання, яке запобігає регенерації цього виду. Цей вид присутній в численних охоронних територіях у всьому діапазоні поширення.